# Oreophrynella nigra
Oreophrynella nigra é uma espécie de anfíbio pertencente às família Bufonidae, endêmica da região do Monte Roraima.